# Georges Mazenot
Georges Mazenot, né le 16 septembre 1927 à Mâcon et mort le 31 octobre 2013 à Chalon-sur-Saône,, est un écrivain et haut fonctionnaire français, administrateur colonial et préfet au Congo, historien du Congo, sous-préfet et préfet en France métropolitaine, connu pour les contrats Mazenot.

## Biographie
Élève de l'École nationale de la France d'outre-mer, promotion 1948, il travaille en 1949-1950 à l'Assemblée de l'Union française 
Il devient administrateur colonial au Congo. Il est chef de district de Makoua de 1956 à 1958. De 1960 à 1963, il est dans le Congo indépendant (Congo Brazzaville, République du Congo) préfet de la Likouala Mossaka (département de la Cuvette), résident à Fort-Rousset. Il a obtenu ensuite un doctorat d'histoire du 3e cycle en 1969 avec la thèse La Likouala-Mossaka, histoire de la pénétration du Haut-Congo, 1878-1920, le premier livre d'histoire sur la Cuvette congolaise,.
Sous-préfet de l'arrondissement de Florac en 1967, il est à la base du Parc national des Cévennes. On lui doit les contrats Mazenot, conventions permettant de rémunérer des agriculteurs pour l'entretien de l'environnement : murets, terrasses, canaux d'irrigation ; résultat d'un compromis entre l'État et les habitants du Parc pour éviter le dépeuplement du parc, et qui a résulté à une mode de gestion bien différente de celle des autres parc nationaux,,.
Successivement sous-préfet de l'arrondissement de Molsheim, de l'arrondissement de Rennes et de l'arrondissement de Montbéliard, il est nommé le 8 juillet 1983 préfet de la Mayenne et en 1985 préfet de l'Ain. Dans cette dernière fonction, il a organisé dans son département un teste d'alarme avec le turbophone, qui a été médiatisé depuis. Le turbophone était le premier produit que Xavier Niel, alors jeune programmeur de 19 ans, avait réalisé à Cogecom,.
En 1988, il prend congé de sa fonction de préfet. En 1991, il est encore sollicité comme candidat de l'opposition pour la mairie de Tournus, mais il ne sera pas élu.

## Publications
- « Le problème de la Licona-Nkundja et la délimitation du Congo français et de l'État indépendant », Cahiers d'études africaines, 1967, vol. 7, no 25, p. 128.
- « La Likouala-Mossaka, histoire de la pénétration du Haut Congo, 1878-1920 » (thèse)[14].
- « Carnets du Haut-Congo, 1959-1963 », L'Harmattan 1996[15].
- « Le dernier commandant. Mémoires d'outre-mer », L'Harmattan 1996.
- « Évaluer la colonisation », L'Harmattan 1999.
- « Sur le passé de l'Afrique noire », L'Harmattan 2005.